# 1909年台北地震
1909年台北地震是一起發生於1909年（明治42年）4月15日凌晨3時54分6秒的地震，其芮氏規模為7.3，震央位於臺北州(今新北市中和區)經緯度則是25°00′N 121°30′E / 25.0°N 121.5°E, 並造成9人死亡，房屋有122棟全倒。

## 發生原因
地震的震源估算約80公里深，但由於一百多年前的儀器以及可蒐集的資料較少，估算的深度可能較不準確，但可確信是屬於深層地震。 另從深度分析，推測那次地震應是菲律賓海板塊隱沒帶產生的。